# Опалії
Опалії чи Опіконсівії (Opeconsiva чи Opalia) — у Стародавньому Римі свято на честь богині Опс, яке святкувалося 19 грудня на третій день Сатурналій. Опс — давньоітальська богиня, уособленням Матері-Землі та сільськогосподарського достатку, дружина Сатурна, також ототожнювана з Реєю. Їй було присвячено дві святині, одна на Капітолійському пагорбі, а інша на римському форумі.